# Machu Picchu
Machu Picchu (Quechua Machu Pikchu) is een ruïnestad van de Inca's in Peru. Deze stad die op een bergtop in de Andes ligt werd in de 15e eeuw gebouwd en was waarschijnlijk bedoeld als buitenverblijf voor de koning en andere edelen. Ze werd in de 16e eeuw om nog onduidelijke reden verlaten en raakte vergeten, maar werd in 1911 herontdekt. Er is in de ruïnes nog veel van de Incabeschaving terug te vinden.
Machu Picchu staat sinds 1983 op de Werelderfgoedlijst en werd in 2007 gekozen tot een van de New7Wonders of the World. Het is veruit de belangrijkste toeristische attractie van Peru en trok in 2017 1,4 miljoen bezoekers.
Het district waar de stad in ligt heet Machupicchu (8400 inwoners), in de provincie Urubamba, gelegen in de regio Cusco.

## Geschiedenis
Aangenomen werd tot voor kort dat de bouw van de stad Machu Picchu werd begonnen rond 1440, onder leiding van koning Pachacuti. Dit was gebaseerd op Spaanse bronnen, die niet gans eenduidig waren. Later is door onderzoek met de koolstofmethode gebleken dat de bouw al begon rond 1420 in de tijd van koning Viracocha Inca. De stad zou bewoond blijven tot aan de Spaanse verovering (1532) van het gebied. Waarom de stad verlaten werd is onderwerp van discussie. De stad is door de Spanjaarden nooit ontdekt. Misschien kwam dit doordat de meeste bewoners in de stad en de omgeving al gestorven waren door ziekten die met de Spanjaarden waren meegekomen voordat de Spanjaarden in het gebied kwamen. De stad zou in de loop van de eeuwen begroeid raken en daardoor steeds moeilijker te zien.

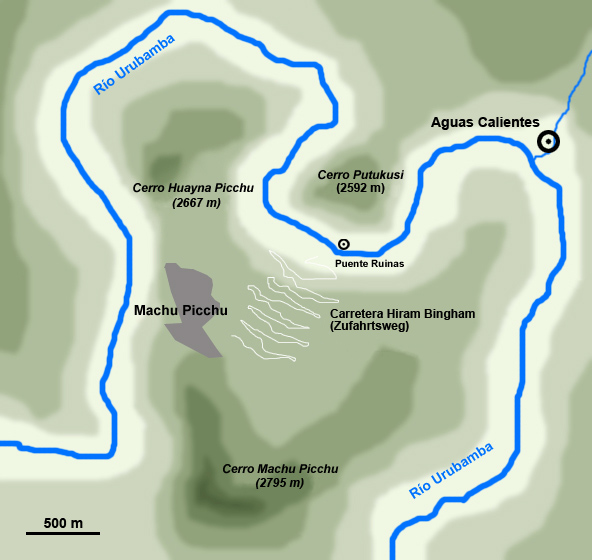
Ligging

### De functie van de stad
Doordat de Inca's geen formeel schrift kenden en het bestaan ervan waarschijnlijk al in de Incatijd geheim werd gehouden is het moeilijk te achterhalen wat de functie van deze afgelegen stad was. Om deze reden is men het hier niet goed over eens. Doordat de stad zo ontoegankelijk is, wordt aangenomen dat de stad geen doorsneefunctie had. De meest gangbare theorie stelt dat Machu Picchu een buitenverblijf was voor koningen en andere hooggeplaatsten, op tachtig kilometer van de Incahoofdstad Cuzco. De stad heeft veel verblijven voor edelen en een paar woningen voor hun dienaren. Er konden rond de 750 personen in de stad verblijven. Gedurende de regentijd, als er geen koningen aanwezig waren, zouden er veel minder mensen in Machu Picchu geweest zijn. Toen de Spanjaarden het rijk van de Inca's versloegen, stopte de regelmatige trek van en naar Machu Picchu door edelen en raakte de stad verlaten.
Een andere theorie stelt dat de stad een fort zou zijn geweest ter verdediging van het Incarijk. Na de Spaanse verovering was er voor de Inca's geen noodzaak meer om er te blijven komen. Met deze verklaring is niet iedereen het eens, omdat de ligging van de stad het niet aannemelijk maakt dat van daaruit het Incarijk verdedigd werd. Bovendien waren er te weinig woningen voor voetvolk aanwezig. Volgens een derde theorie zou Machu Picchu vooral bedoeld zijn geweest voor het verzamelen van cocabladeren, omdat het op een punt ligt waarvandaan veel plantages bereikbaar waren. Maar ook na de Spaanse verovering bleef de coca een belangrijke rol spelen in het gebied, zodat door deze theorie niet verklaard wordt dat de stad verlaten werd.
Uit onderzoek naar menselijke botten blijkt dat de bewoners uit verschillende delen van het Incarijk kwamen. Ook de dierlijke bewoners zijn uit verschillende gebieden hierheen gebracht.

### Herontdekking

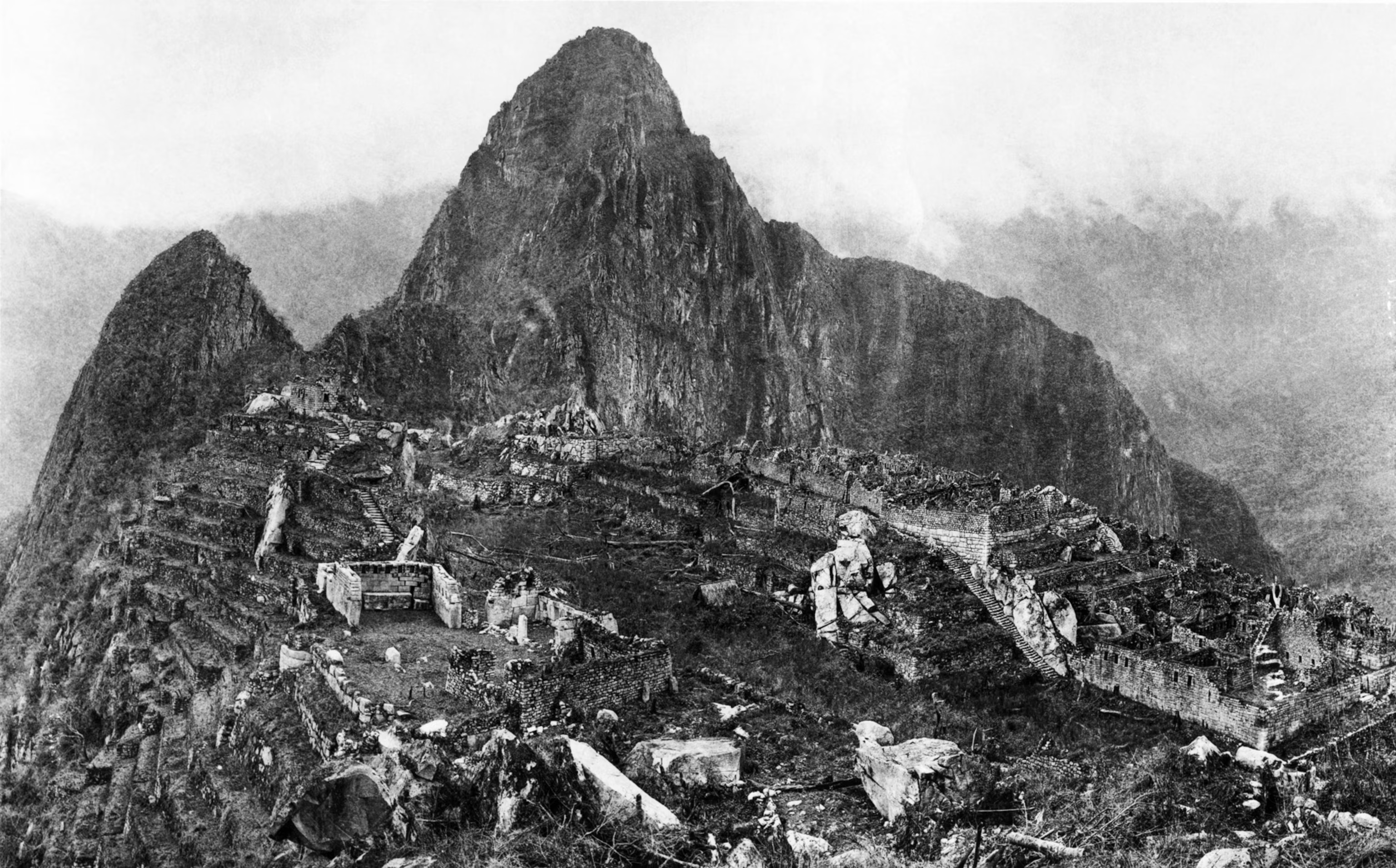
Foto van Machu Picchu, gemaakt in 1912 door Hiram Bingham

De Spaanse conquistadors hebben de Indianen wel over Machu Picchu horen praten en misschien heeft een zekere Baltasar de Ocampo de stad bezocht, maar als dat waar is dan heeft men er destijds niet veel aandacht aan besteed.
In 1866 vond de Duitse goudzoeker en houthandelaar August Berns de bergstad. Met toestemming van de Peruaanse regering plunderde Berns de stad en verkocht de historische schatten aan Europese musea. Misschien was de Duitser J. M. von Hassel er zelfs nog eerder. Vanaf 1874 duikt de plek op op kaarten en vanaf 1904 wordt ze reeds in een atlas genoemd. In 1911 verrichtte de historicus Hiram Bingham, afkomstig van de Yale-universiteit, een studie naar de Incapaden en liet zich door iemand uit de omgeving naar de stad leiden. Aan hem is te danken dat de stad interesse kreeg onder archeologen. In 1912 keerde hij terug, o.a. met iemand van National Geographic en liet een deel van de stad uitgraven. National Geographic wijdde in 1913 een heel nummer aan Machu Picchu waardoor de stad wereldberoemd werd.
In 1983 werd de stad opgenomen in de Werelderfgoedlijst van UNESCO. Het is een populaire toeristische attractie, die van grote betekenis is voor het toerisme van de hele regio. Per jaar trekt de plaats rond de 400.000 bezoekers. De UNESCO vreest dat dit grote aantal bezoekers de stad verder zal beschadigen. Sinds de jaren 1990 zijn winkels, hotels en dergelijke gebouwd en worden er veel nieuwe gebouwen neergezet langs het oude Incapad waarlangs deze stad te bereiken is. In 2010 moest de stad vanwege hevige regenval geëvacueerd worden.

## De opbouw van de stad

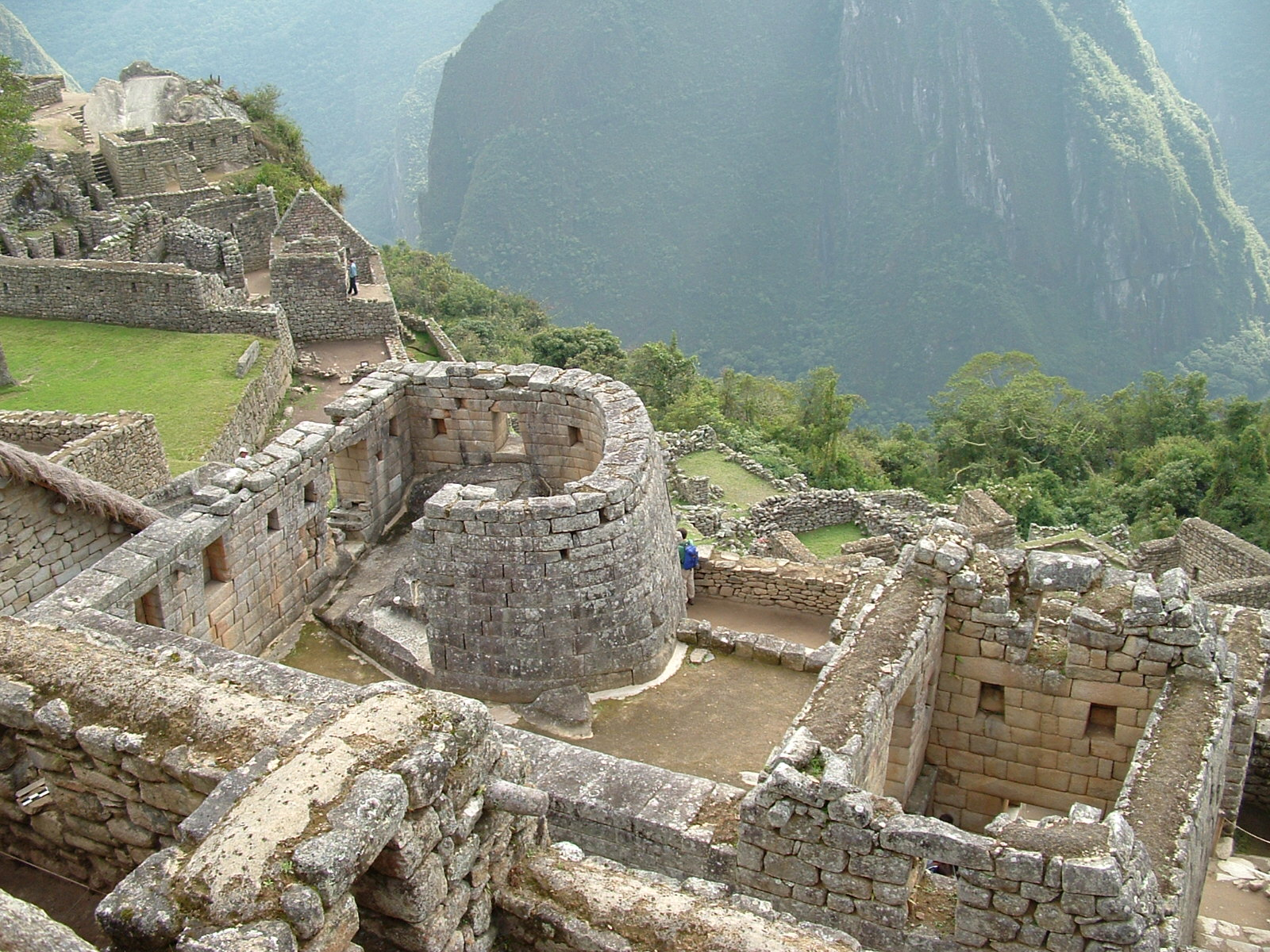
De zonnetempel

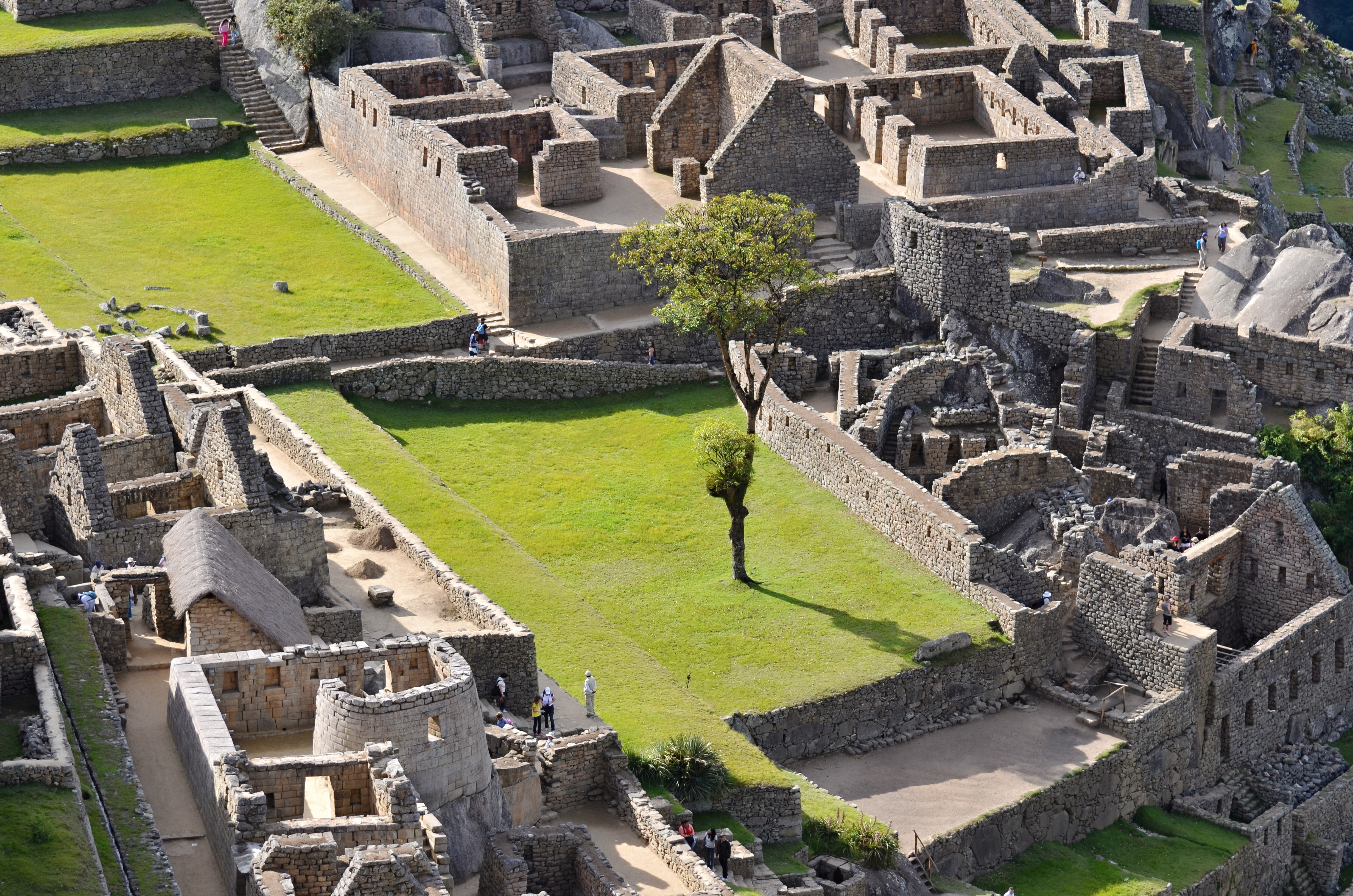
Pleinen binnen de stad

De stad is tegen een helling opgebouwd en kan ingedeeld worden in een beneden- en een bovenstad. Dit gedeelte wordt doorsneden door een groot plein. Het deel ten westen van het plein was bedoeld voor religieuze en ceremoniële doeleinden. Hier stond het koninklijk paleis. De tempels die hier te vinden zijn, zijn gewijd aan de zonnegod en de maangodin. Op het hoogste punt van de stad staat een grote zonnewijzer. Ook staat er een toren die misschien een sterrenwacht was. Ten oosten van het plein stonden de huizen van de elite.
De benedenstad omvat een aantal gebouwen voor de opslag van goederen en voedsel. Om de hoogteverschillen te overbruggen zijn veel stenen trappen aangelegd en er is een systeem van goten om regenwater af te voeren. De muren van de gebouwen zijn stapelmuren, waarbij de stenen zonder cement op elkaar gelegd zijn. De stenen zijn dusdanig geslepen dat ze precies op en in elkaar passen. Dit maakt de stad goed bestand tegen aardbevingen. Bij een beving kunnen de stenen los van elkaar trillen en zich daarna weer in elkaar voegen. De stad kan betreden worden vanuit het zuiden en hier is dan ook een stadsmuur te vinden.
Op de hellingen rondom de stad liggen terrassen bedoeld voor landbouw. Hierop werden grotendeels aardappelen en mais verbouwd. De terrassen hadden een drainagesysteem om overtollig water af te voeren omdat de hoeveelheid regen die hier viel te veel was voor de verbouwde groenten. Enkele terrassen zijn destijds verschoven en weer gerepareerd. De terrassen waren niet genoeg voor de gehele voedselvoorziening van de stad.

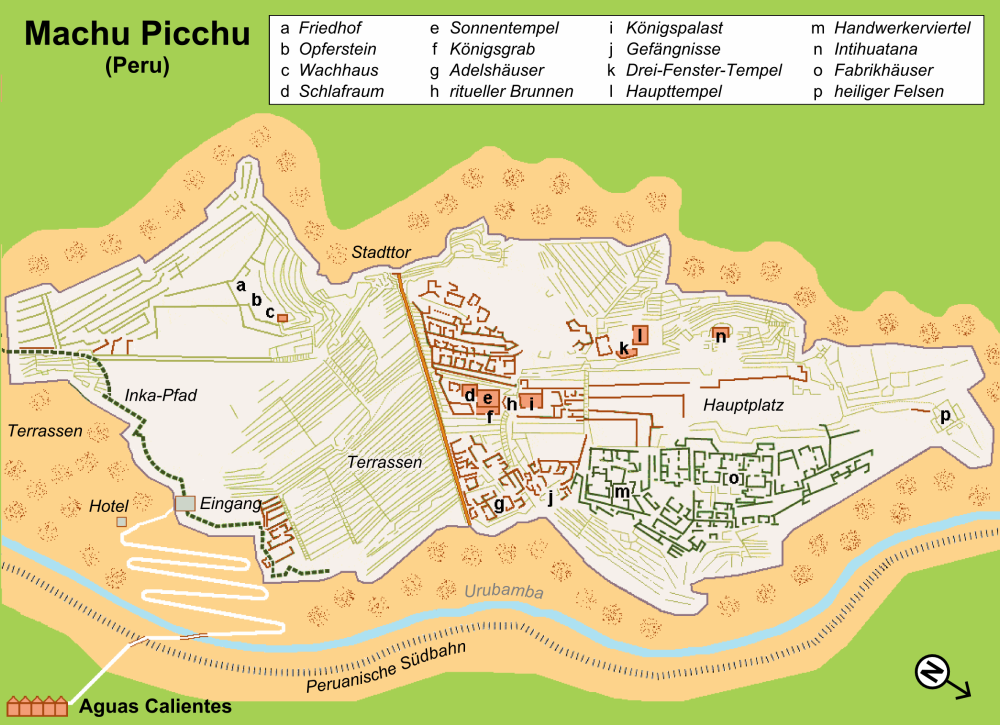
Kaart van de stad

## Vervoer
Het dorp Aguas Calientes, gelegen bij de rivier aan de voet van Machu Picchu, is alleen bereikbaar met de trein. Het dorp is niet op het landelijk wegennet aangesloten. Toerbussen vanuit Cuzco rijden daardoor niet verder dan Ollantaytambo, waar moet worden overgestapt op de trein. Voor de lokale bevolking is er een vroege en late trein die niet toegankelijk is voor toeristen. De geïsoleerde ligging van Machu Picchu leidde ertoe dat in januari 2010 bijna tweeduizend toeristen het gebied meerdere dagen niet meer konden verlaten nadat een deel van de spoorbaan door zware regenval was geblokkeerd.
Vanaf Aguas Calientes rijden er vaak bussen naar Machu Picchu. De klim van 350 meter door het tropisch regenwoud kan te voet worden gemaakt. Aguas Calientes is een dorp dat volledig gericht is op het toerisme, restaurants en lodges. Het dorp is genoemd naar zijn warmwaterbronnen.
Het dorp is gelegen in een tropische klimaatzone en er zijn tropische planten en dieren te zien. Door de diepe ligging in de vallei dringt weinig zonlicht door.

## Incapad

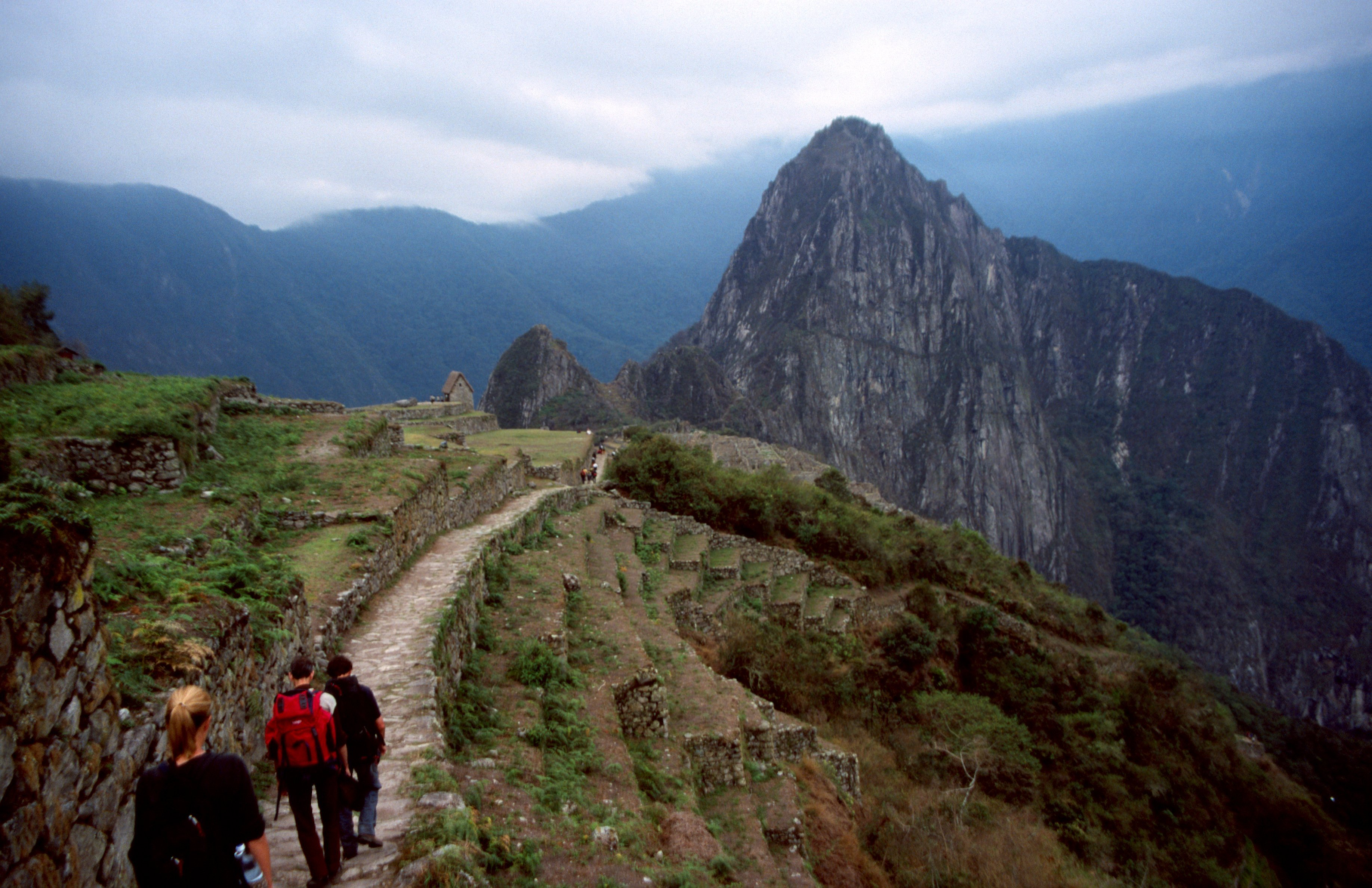
Wandelaars die het laatste stukje van het Inca Trail afleggen

Er zijn twee wandelroutes naar Machu Picchu waarvan de bekendste het Inca Trail of Camino Inca is, waarbij gebruik gemaakt wordt van oude Incapaden. De route begint in Cuzco en komt uit bij een adembenemend uitzicht over Machu Picchu. Voor deze route wordt per dag maar een beperkt aantal wandelaars toegelaten, onder begeleiding van een gids. Lastdieren zijn verboden om beschadiging aan het pad te vermijden. Dragers worden gebruikt om de bagage te dragen. Er zijn wandelaars die een langere wandelroute over de oude Incapaden volgen, dat een totale lengte heeft van 23.000 m en uiteindelijk via het Inca Trail de wandeltocht beëindigen.
Een andere wandelroute is de Lares trek. Deze is iets korter maar gaat wel door hoger gelegen gebieden.

## Geologie
Machu Picchu ligt op 2430 meter boven zeeniveau, boven de heilige vallei van de Inca's. De stad ligt op een zadelberg, ingesloten tussen twee bergtoppen. De stad wordt voor driekwart omringd door de rivier Urubamba die zo'n 450 meter lager in een kloof langs de stad stroomt. Door de steile wanden aan drie kanten was de stad goed te verdedigen. De enkele toegangswegen konden makkelijk geblokkeerd worden mocht er toch een vijandelijk leger oprukken. Zo is er een pad langs de afgrond waar een deel overgestoken moet worden over een houten brug die weggehaald kan worden. Een andere route loopt door de Inti Punku (Zonnepoort) die goed te verdedigen was.

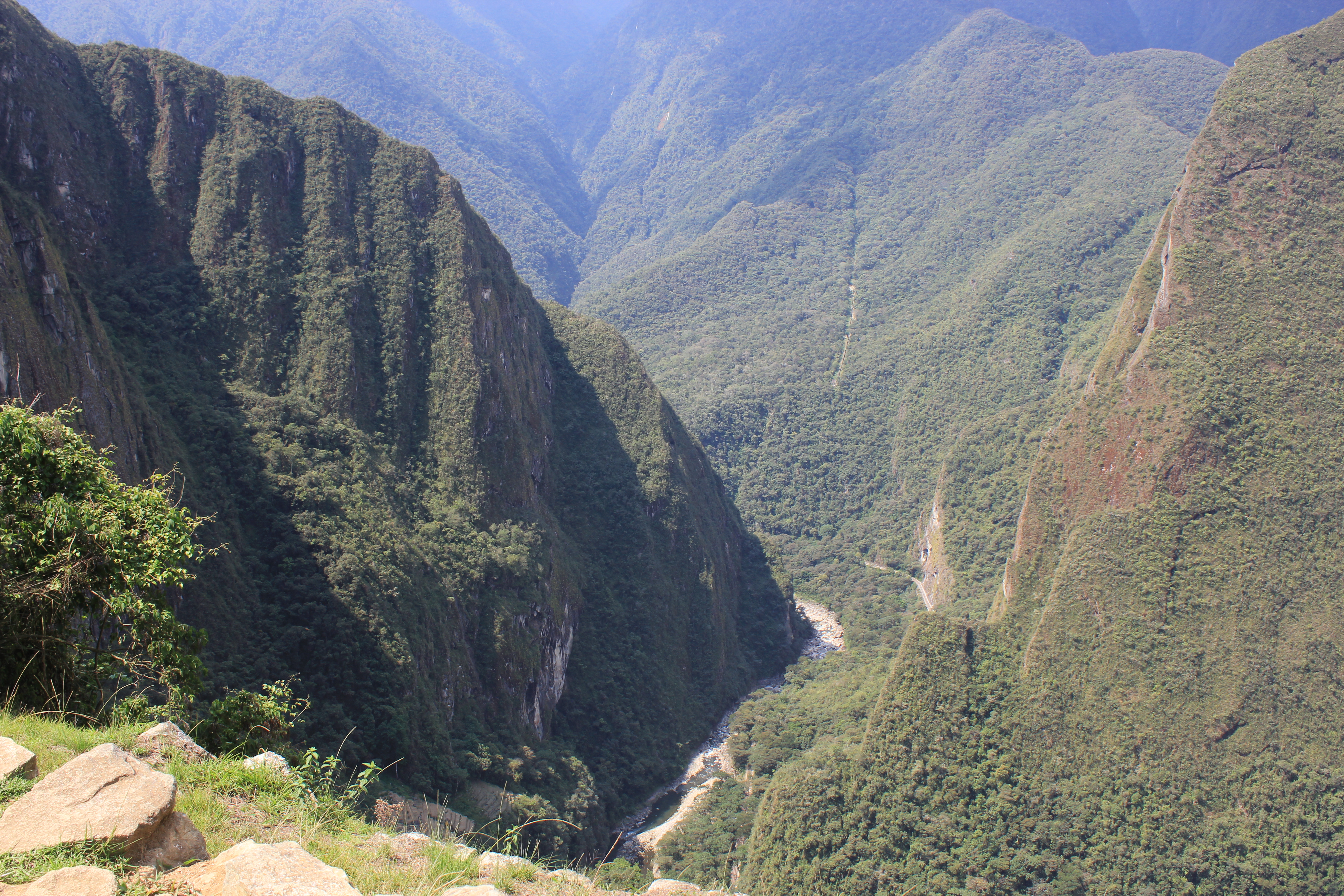
Zicht op de kloof die de stad voor driekwart omringt

De stad is voornamelijk opgetrokken uit graniet. Het is duidelijk dat het graniet, met grote mineralen, in de omgeving te vinden is. Onderzoek vond twee vermoedelijke mijnen in de nabijheid waar het graniet vandaan kwam. Het graniet is een stollingsgesteente dat geïntrudeerd en gestold is tussen het late Perm en het midden Jura. In die tijd was er een rift die min of meer gelijk loopt met de hedendaagse Andes. Tijdens het Eoceen transformeerde dit riftsysteem ten gevolge van de Alpiene orogenese. De transformatie zorgde ook voor heel wat breuken. Machu Picchu is gelegen tussen twee breuklijnen waardoor ze in een slenk ligt. De breuklijnen zijn min of meer te herkennen in het landschap aan de hand van de loop van nabijgelegen rivieren.

### Huayna Picchu
Een blikvanger op veel afbeeldingen van Machu Picchu is de Huayna Picchu ("jonge berg"), de bergtop die aan de noordkant van de stad hoog daar boven uit steekt. De top is 2700 meter hoog en is te voet bereikbaar door middel van een tamelijk steile klim. Op plaatsen waar het pad te steil is, maakt men gebruik van touwen voor houvast. De beklimming duurt ongeveer een uur en een redelijke conditie is daarbij nodig.

## Afbeeldingen

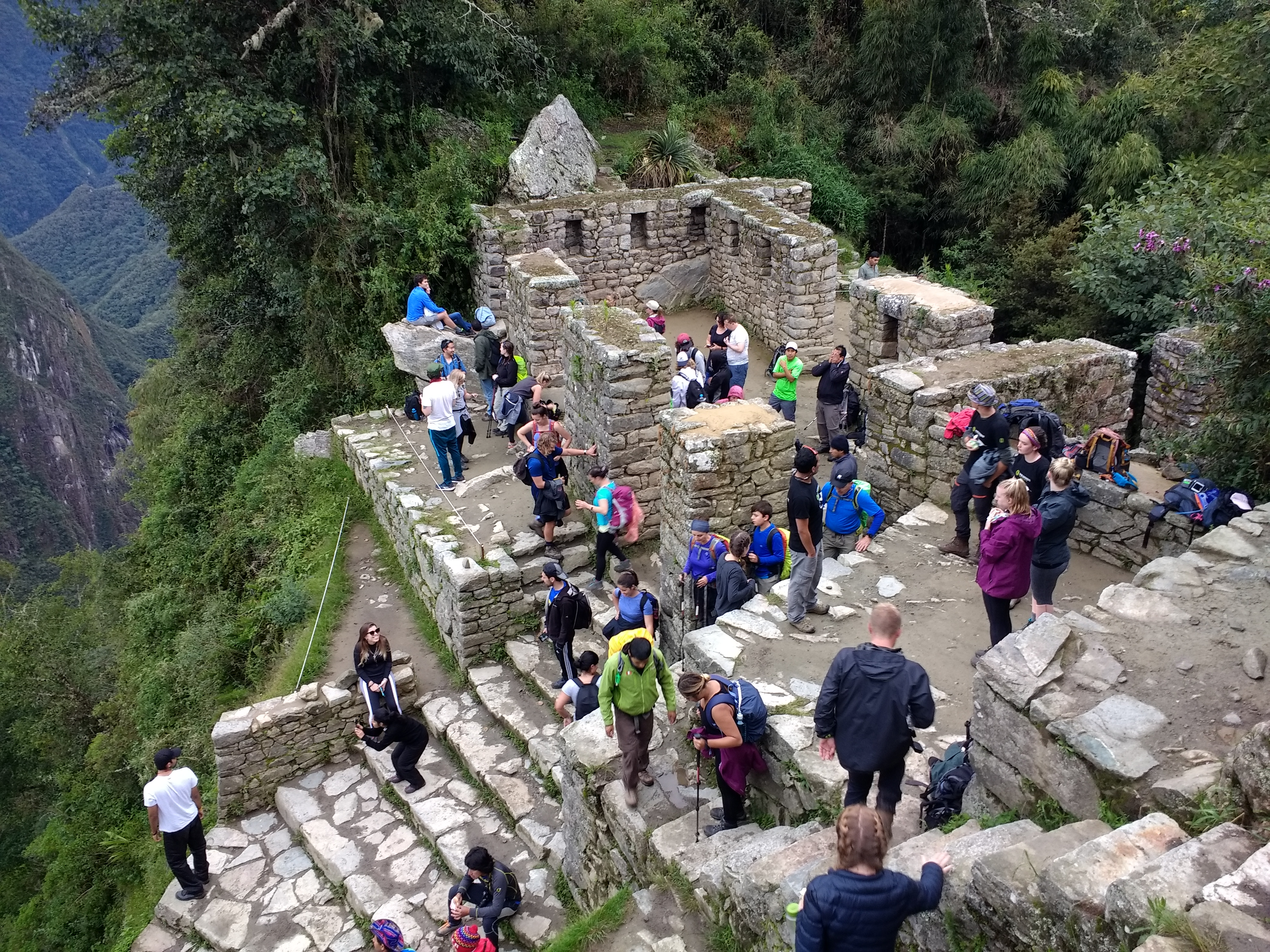
Toeristen bij de Zonnepoort, een verdedigingswerk op het Inca Trail naar Machu Picchu
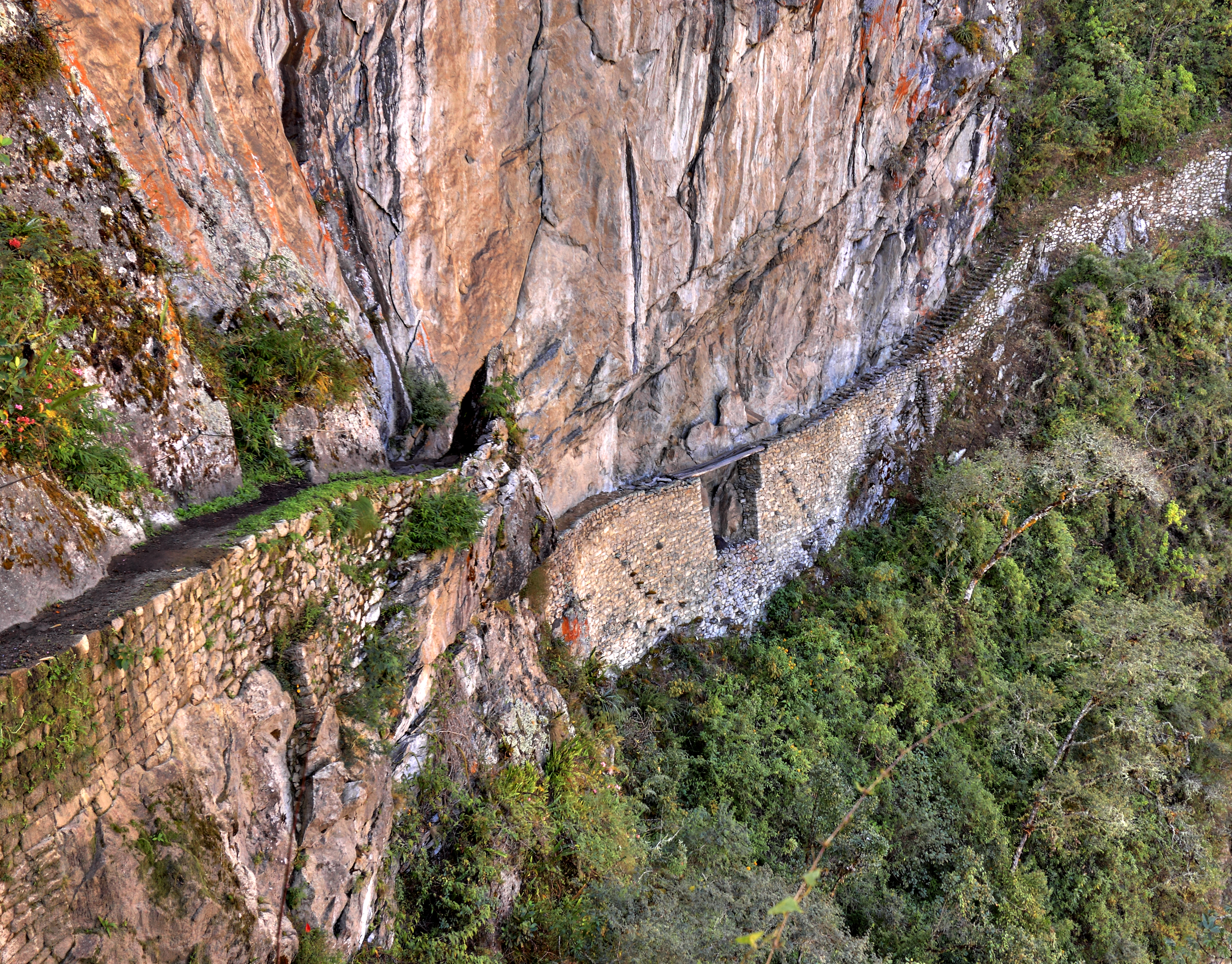
Houten brug in pad naar de stad. Deze brug kon in het geval van een aanval worden weggehaald
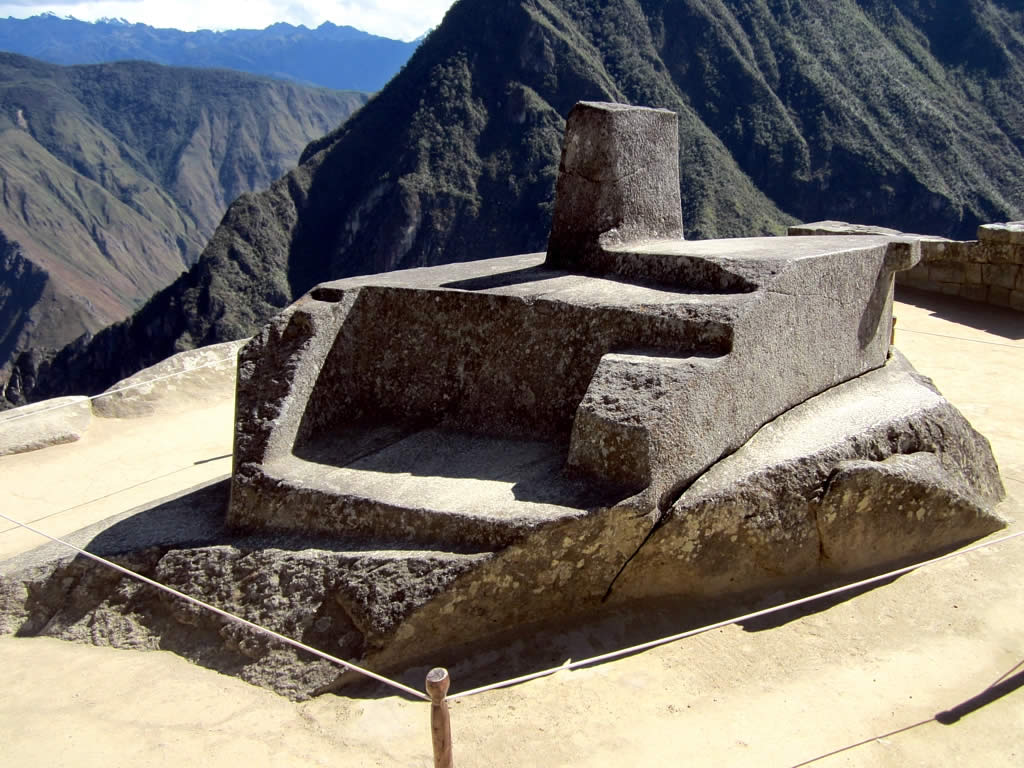
Van de Intihuatana ("Zonneknevel") wordt aangenomen dat hij door de Inca's bedoeld was als een astronomisch uurwerk, maar sommigen dichten het bouwwerk ook wel een astrologische rol toe.
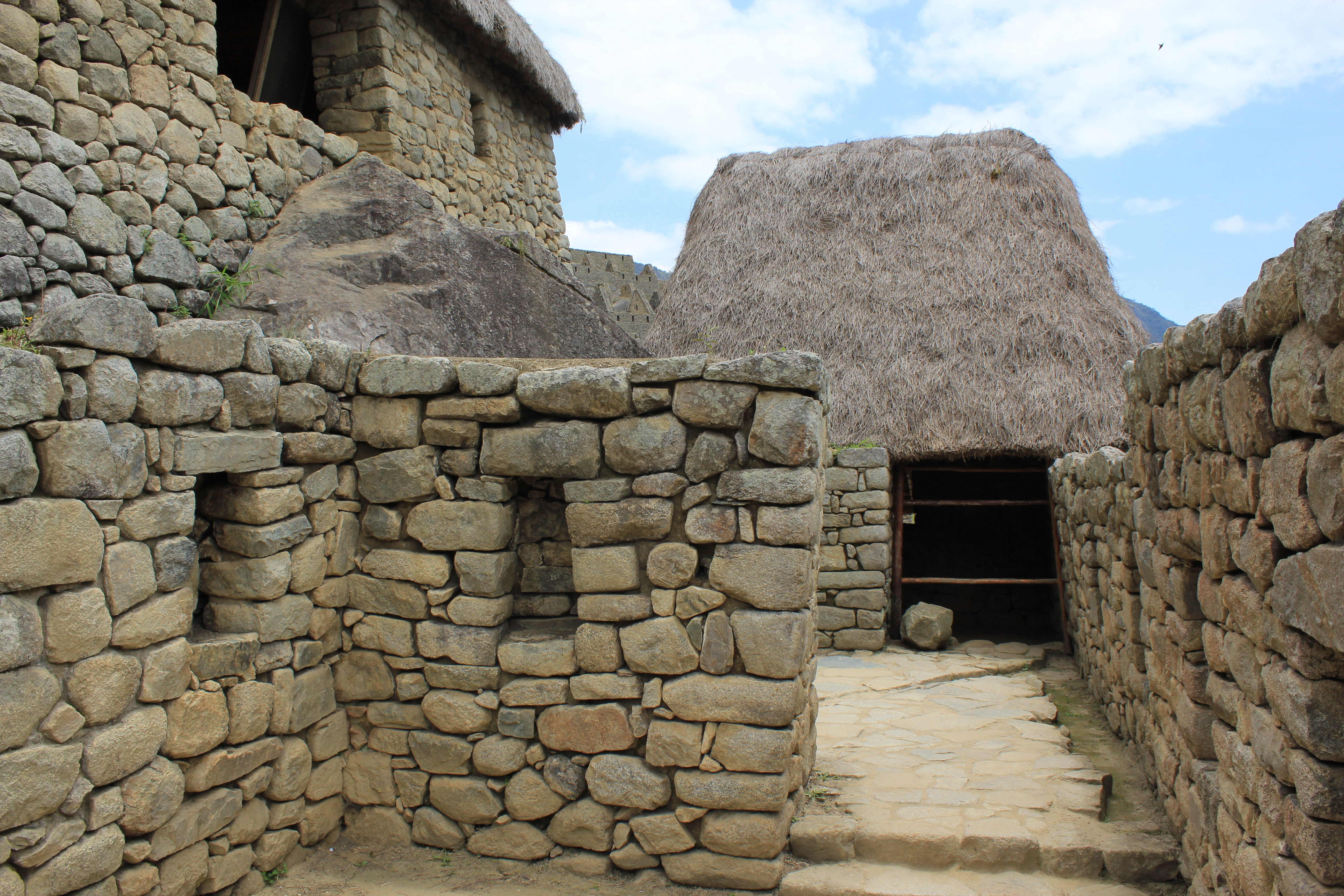
Gerestaureerde huizen
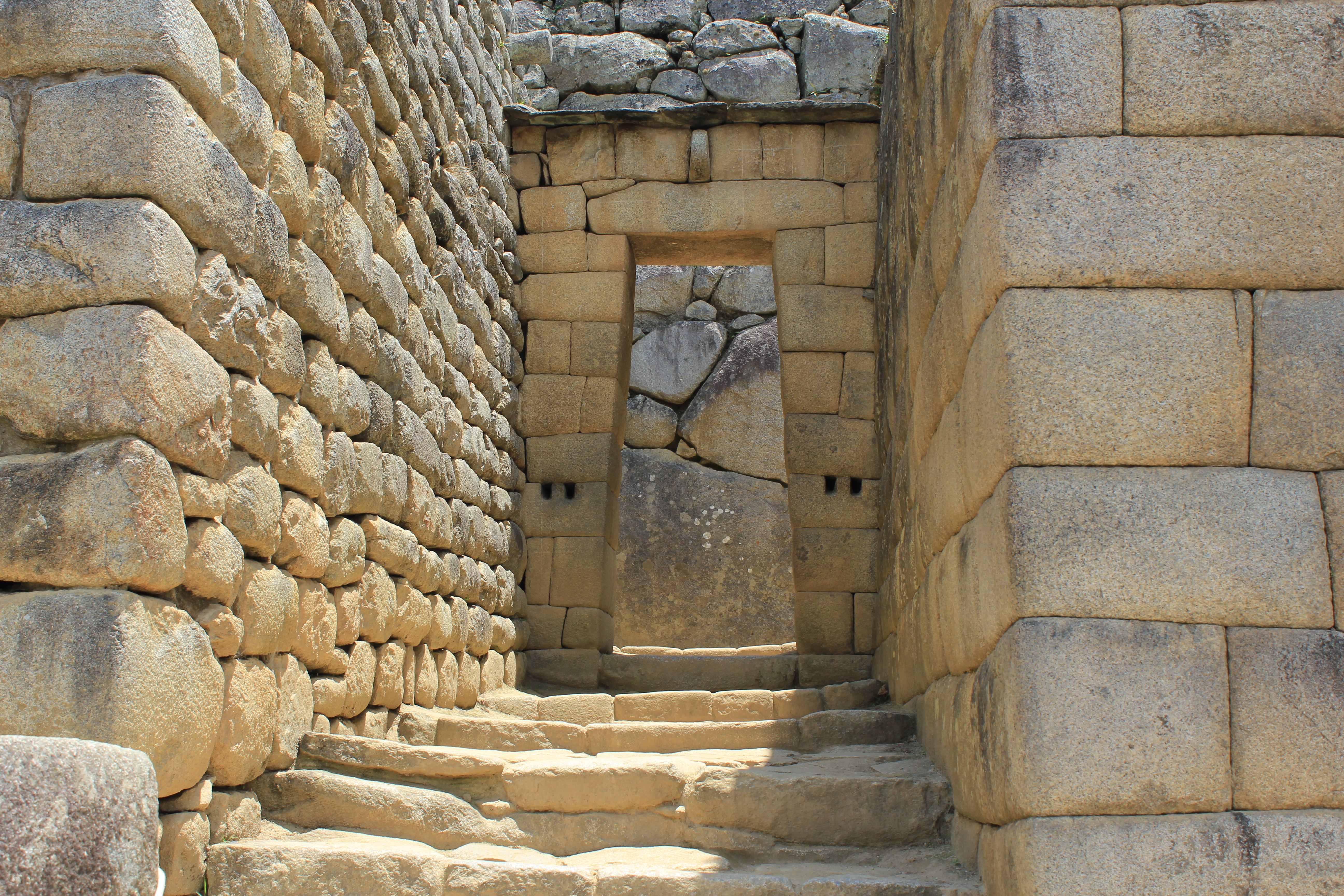
Poort
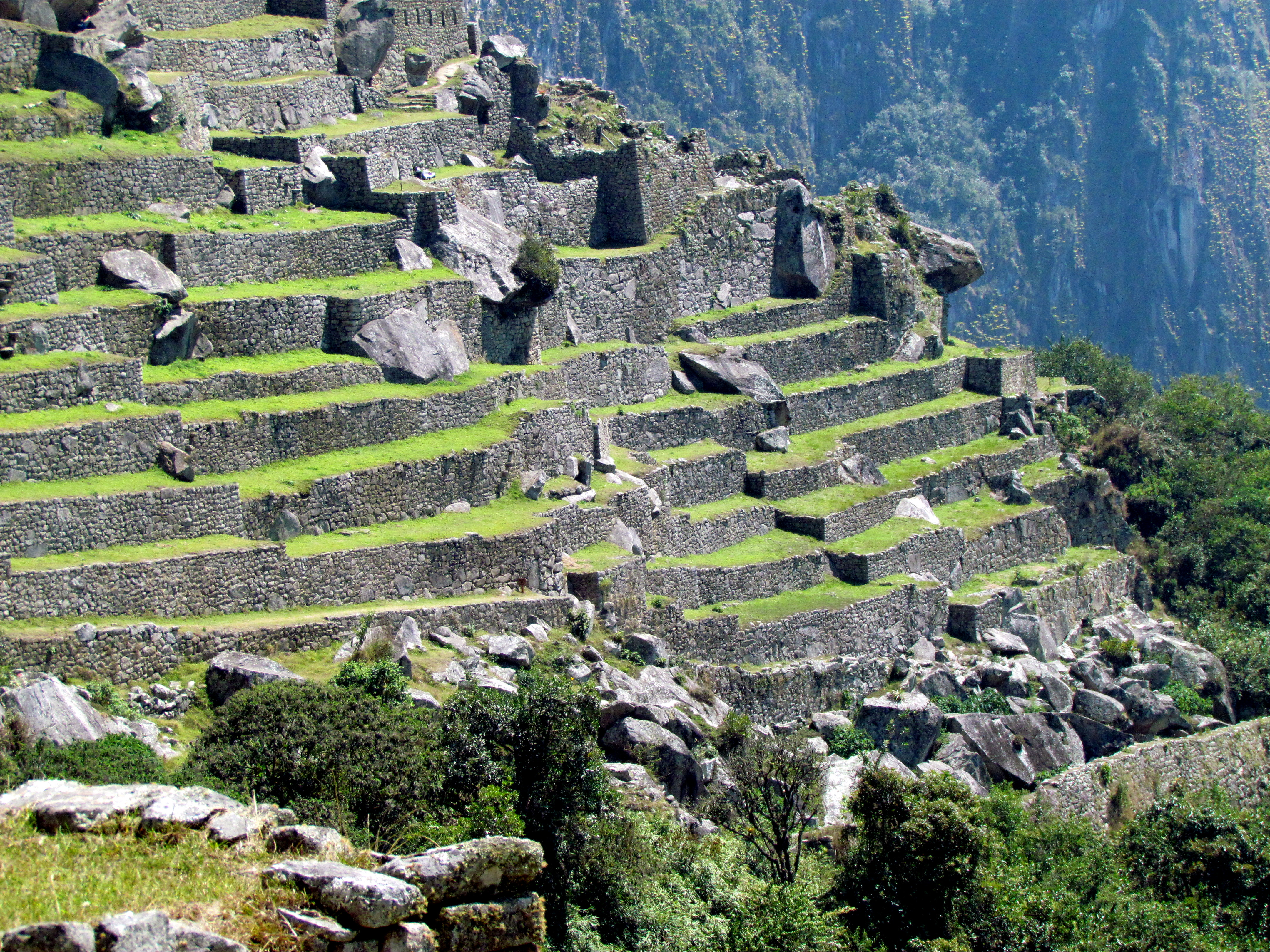
Landbouwterrassen